# リサーチ・トライアングル

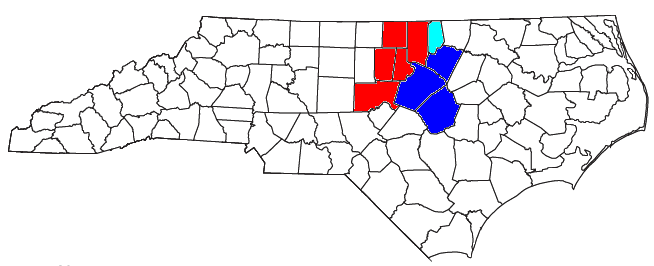
ローリー・ダーラム・ケーリー広域都市圏、および広域都市圏を構成する各都市圏・小都市圏の位置
ダーラム・チャペルヒル都市圏
ローリー都市圏
ヘンダーソン小都市圏

リサーチ・トライアングル（Research Triangle）は、アメリカ合衆国ノースカロライナ州中央部、ピードモント台地の東縁に広がっている都市圏。州都ローリー、ダーラム、およびチャペルヒルを中心として形成されている。単にThe Triangleと呼ばれる。正式名称ではローリー西郊の大型郊外都市ケーリーの名を冠して、ローリー・ダーラム・ケーリー広域都市圏という。9郡にまたがるこの広域都市圏はローリー・ケーリー都市圏とダーラム・チャペルヒル都市圏の2つの都市圏、およびヘンダーソン小都市圏から成っている。人口は1,740,185人（2010年国勢調査）。
リサーチ・トライアングルはその名が示す通り、アメリカ東海岸を代表する高等教育機関や研究所が集中する世界でも有数の学術都市である。ローリーにはノースカロライナ州立大学が、ダーラムにはデューク大学が、そしてチャペルヒルにはノースカロライナ大学がそれぞれキャンパスを置いている。「トライアングル」とは、この3校を指す呼称である。1959年にリサーチ・トライアングル・パークが設置されると、この地の研究施設や教育水準の高さも利となって、地域一帯はハイテク産業の中心地になった。リサーチ・トライアングルにはアメリカ最大手企業であるSAS Institute、Linux/Red Hat、Lenovoが本社を置くほか、シスコシステムズ、IBM、NetAppやDuPontも重要拠点を置いている。
このリサーチ・トライアングルと混同されやすいものに、グリーンズボロ、ウィンストン・セーラム、ハイポイントを中心として広がっているピードモント・トライアドがある。ピードモント・トライアドはリサーチ・トライアングルの西に隣接しているが、それぞれの首位都市であるローリーとグリーンズボロは約126km離れている。2029年には夏季ワールドユニバーシティーゲームズが開催される予定。

## 人口
リサーチ・トライアングル（ローリー・ダーラム・ケーリー広域都市圏）を形成する各郡の人口は以下の通りである（2010年国勢調査）。
| 都市圏/小都市圏              | 郡             | 州                 | 人口        |
| ---------------------------- | -------------- | ------------------ | ----------- |
| ローリー・ケーリー都市圏     | ウェイク郡     | ノースカロライナ州 | 900,993人   |
| ローリー・ケーリー都市圏     | ジョンストン郡 | ノースカロライナ州 | 168,878人   |
| ローリー・ケーリー都市圏     | フランクリン郡 | ノースカロライナ州 | 60,619人    |
| ローリー・ケーリー都市圏     | 小計           | 小計               | 1,130,490人 |
| ダーラム・チャペルヒル都市圏 | ダーラム郡     | ノースカロライナ州 | 267,587人   |
| ダーラム・チャペルヒル都市圏 | オレンジ郡     | ノースカロライナ州 | 133,801人   |
| ダーラム・チャペルヒル都市圏 | チャタム郡     | ノースカロライナ州 | 63,505人    |
| ダーラム・チャペルヒル都市圏 | グランビル郡   | ノースカロライナ州 | 59,916人    |
| ダーラム・チャペルヒル都市圏 | パーソン郡     | ノースカロライナ州 | 39,464人    |
| ダーラム・チャペルヒル都市圏 | 小計           | 小計               | 564,273人   |
| ヘンダーソン小都市圏         | バンス郡       | ノースカロライナ州 | 45,422人    |
| 合計                         | 合計           | 合計               | 1,740,185人 |

## 地図
＜凡例＞
| 主要な都市・町村 A - ローリー B - ダーラム C - チャペルヒル D - ケーリー E - モリスビル F - アペックス G - ホリースプリングス H - フキーバリナ I - ガーナー J - ナイトデール K - ウェンデル L - ゼブロン M - ロールズビル N - ウェイクフォレスト O - ヒルズボロウ P - カーボロ Q - ピッツボロ R - クレイトン S - ヤングスビル T - フランクリントン U - クリードムーア V - ステム W - バットナー | 郡 1 - ウェイク郡 2 - ダーラム郡 3 - オレンジ郡 4 - チャタム郡 5 - ハーネット郡 6 - ジョンストン郡 7 - フランクリン郡 8 - グランビル郡 公園・水域 a - リサーチ・トライアングル・パーク b - アンステッド州立公園 c - ジョーダン湖 d - ホー川 e - ハリス湖 f - ホイーラー湖 g - ベンソン湖 h - フォールズ湖 | 州間高速道路 1 - I-40/I-85（共用部分） 2 - I-85 3 - I-40 4 - I-440 5 - I-540 その他の幹線道路 1 - US 15 2 - US 1 3 - US 401 4 - US 64 5 - US 70 6 - US 401 7 - US 1 8 - US 15/501（共用部分） 9 - US 64 10 - US 70 11 - US 501 12 - NC 147（ダーラム・フリーウェイ） 13 - US 64/264（共用部分、ナイトデール・バイパス） 14 - US 64（通勤線） |

## 註
1. 1 2  American FactFinder. U.S. Census Bureau. 2011年.
2. ↑  From Raleigh, NC to Greensboro, NC. Yahoo! Driving Directions.